# Bardolino Chiaretto
Il Chiaretto è un vino DOC la cui produzione è consentita nella zona del lago di Garda nelle provincie di Brescia e Verona.
Caratteristiche organolettiche:
- colore: rosa che con l'invecchiamento tende al granato.
- odore: vinoso con leggero profumo delicato.
- sapore: asciutto, sapido, leggermente amarognolo, armonico, sottile, talvolta leggermente frizzante.

## Storia
L'origine del Chiaretto si rifà, per tradizione, a Pompeo Molmenti (Venezia 1852 - Roma 1928), personaggio eclettico e nobile figura della vita intellettuale italiana dell'epoca, il quale inventò la prima versione del chiaretto a Moniga del Garda situata in Valtenesi, piccola località della provincia di Brescia affacciata sul lago di Garda. Si può dire quindi che le vere origini del chiaretto siano bresciane.

## Abbinamenti consigliati
Sushi e cucina giapponese in genere. Molto adatto ai crostacei e ai fritti di pesce si può abbinare a carni anche rosse nel caso il vino presenti buona struttura e sapidità.
Da suggerire la lettura di vari siti che informano sugli accostamenti del Chiaretto dalla sua origine.